# Qualcuno deve morire
Qualcuno deve morire (Alguien tiene que morir) è una mini serie TV diretta da Manolo Caro, prodotta e distribuita da Netflix. È stata resa disponibile sulla piattaforma Netflix dal 16 ottobre 2020.
La serie si svolge nella Spagna degli anni cinquanta del XX secolo e si compone di tre episodi, che ruotano attorno a una società conservatrice e tradizionale durante il regime franchista, dove le apparenze e i legami familiari giocano un ruolo chiave.

## Trama
Nel novembre 1954, il giovane Gabino Falcón torna a Madrid presso la casa paterna dopo aver trascorso dieci anni in Messico ospitato dalla zia. Il padre di Gabino, Gregorio, è il direttore del carcere di Madrid; la madre, Mina, è una donna messicana sottomessa al marito e maltrattata dalla suocera, Amparo Falcón, matriarca della famiglia e donna fredda e senza scrupoli che non nasconde il suo disprezzo per la nuora e le sue origini. La famiglia occupa una posizione sociale molto in vista e Gregorio, sfruttando il suo ruolo, si lascia corrompere per denaro dall'industriale calzaturiero Aldama in cambio della concessione a impiegare detenute ai lavori forzati come manodopera gratuita. Per suggellare il patto di affari, Gregorio ha concordato con Aldama che Gabino sposerà Cayetana, la figlia dell'industriale. Gabino però si presenta in casa, a sorpresa, con un amico intimo, il ballerino messicano Lázaro, che viene visto con molto sospetto da Gregorio e dalla matriarca Amparo sia per le sue origini messicane che per la sua attività considerata disdicevole. Gabino in realtà è segretamente innamorato di Lázaro ma deve tenere nascosti i suoi sentimenti: nella Spagna di Franco, l'omosessualità è duramente repressa e comporta un regime di carcerazione particolarmente duro. Anche il fratello di Cayetana, Alonso, pur essendo stato amico di infanzia con Gabino lo tratta con molta freddezza: prima della partenza di Gabino per il Messico, i due hanno avuto un occasionale rapporto fugace che Alonso vuole negare a tutti i costi, assumendo atteggiamenti fortemente omofobi. Né Cayetana né Gabino, in realtà, vorrebbero sposarsi, ma la pressione delle famiglie è molto forte e la presenza di Lázaro mette in moto una serie di reazioni inattese: Mina, oppressa dalla vita familiare, vede in lui l'eco della sua terra e di una vita libera da condizionamenti sociali e anche Cayetana ne è fortemente attratta. La professione di Lázaro, vista con molti pregiudizi, e l'evidente riluttanza di Gabino ad accettare le nozze imposte danno l'avvio a una spirale di voci e maldicenze sempre meno nascoste sulla sua prima presunta e poi data per certa omosessualità. Su tutta la famiglia pesano anche le mosse della matriarca Amparo: da bambino, Gabino ha assistito all'omicidio a sangue freddo del nonno da parte proprio di Amparo e Mina lo ha mandato in Messico dalla sorella per proteggerlo dalla matriarca, che non avrebbe esitato a uccidere anche il nipote se avesse manifestato l'intenzione di raccontare quanto aveva visto.
Lázaro intanto si sta innamorando, ricambiato, di Mina. Cayetana tenta di sedurre Lázaro con delle avance esplicite proprio davanti a Gabino, che reagisce con una scenata di gelosia costringendo Cayetana a tornare a casa da sola di sera e rivelando poi i suoi sentimenti a Lázaro, che però non lo ricambia. In cerca di rivalsa, Cayetana alimenta le voci sull'omosessualità di Gabino, che arrivano all'orecchio delle autorità di governo che quindi fanno pressione su Gregorio perché "risolva la questione" considerando anche il ruolo da lui occupato. Lázaro viene sequestrato e picchiato da Alonso e dai suoi amici e Gregorio costringe Gabino ad assistere a un violentissimo "interrogatorio" di un prigioniero arrestato per omosessualità nel vano tentativo di convincerlo a sposare Cayetana per mettere a tacere le voci sul suo conto. Visti falliti i suoi sforzi, Gregorio ordina di far arrestare il figlio e Lázaro, che si danno alla fuga: Lázaro, sia pur ferito, riesce a scappare ma Gabino viene catturato e imprigionato. Mina intanto, sfruttando una lettera che Gabino le aveva inviato dal Messico contenente la descrizione dell'assassinio del nonno, ricatta Amparo per far liberare il figlio minacciando di rendere pubblica la prova del suo passato da omicida. Gabino viene quindi liberato ma Mina, ormai innamorata di Lázaro e decisa a cambiare vita, mette in atto la sua rivalsa contro anni di soprusi e sottomissione. Approfittando di un torneo di tiro al piccione a cui partecipa tutta l'alta società di Madrid, Mina convince Lázaro a raggiungerla presso la sede del club in cui si sta svolgendo la manifestazione. Sempre presso il club, Gabino viene raggiunto da Alonso che, dopo un drammatico colloquio in cui chiede a Gabino come sia far l'amore con un altro uomo, disperato per non poter vivere liberamente la sua omosessualità, tenta il suicidio ma viene bloccato da Gabino. Mina fa in modo di farsi sorprendere da Cayetana mentre fa l'amore con Lázaro nel parco del club di tiro. Cayetana sconvolta dall'ira fa intervenire Gregorio che, di fronte a Gabino e Alonso, accorsi sul posto richiamati dal trambusto, trascina Mina e Lázaro in una radura e mette in mano una pistola al figlio ordinandogli di uccidere la madre adultera e Lázaro, se non vuole essere ucciso a sua volta. Alonso però a sorpresa uccide Gregorio col suo fucile da gara, in un gesto di ribellione ma subito dopo viene a sua volta ucciso da Amparo, arrivata nel frattempo sul posto. La donna prima uccide il ballerino e poi punta il fucile contro Gabino che però, con sorpresa della nonna che continua a irriderlo come "debosciato", le spara uccidendola. Gabino e Mina, ormai soli, si raccolgono tristemente davanti al cadavere straziato di Lázaro, il loro comune amore.

## Cast
Il cast è composto da attori di primo piano come Carmen Maura, Cecilia Suárez e Ester Expósito e il ballerino messicano Isaac Hernández, uno dei protagonisti dell'English National Ballet.